# Prawo Wiedemanna-Franza

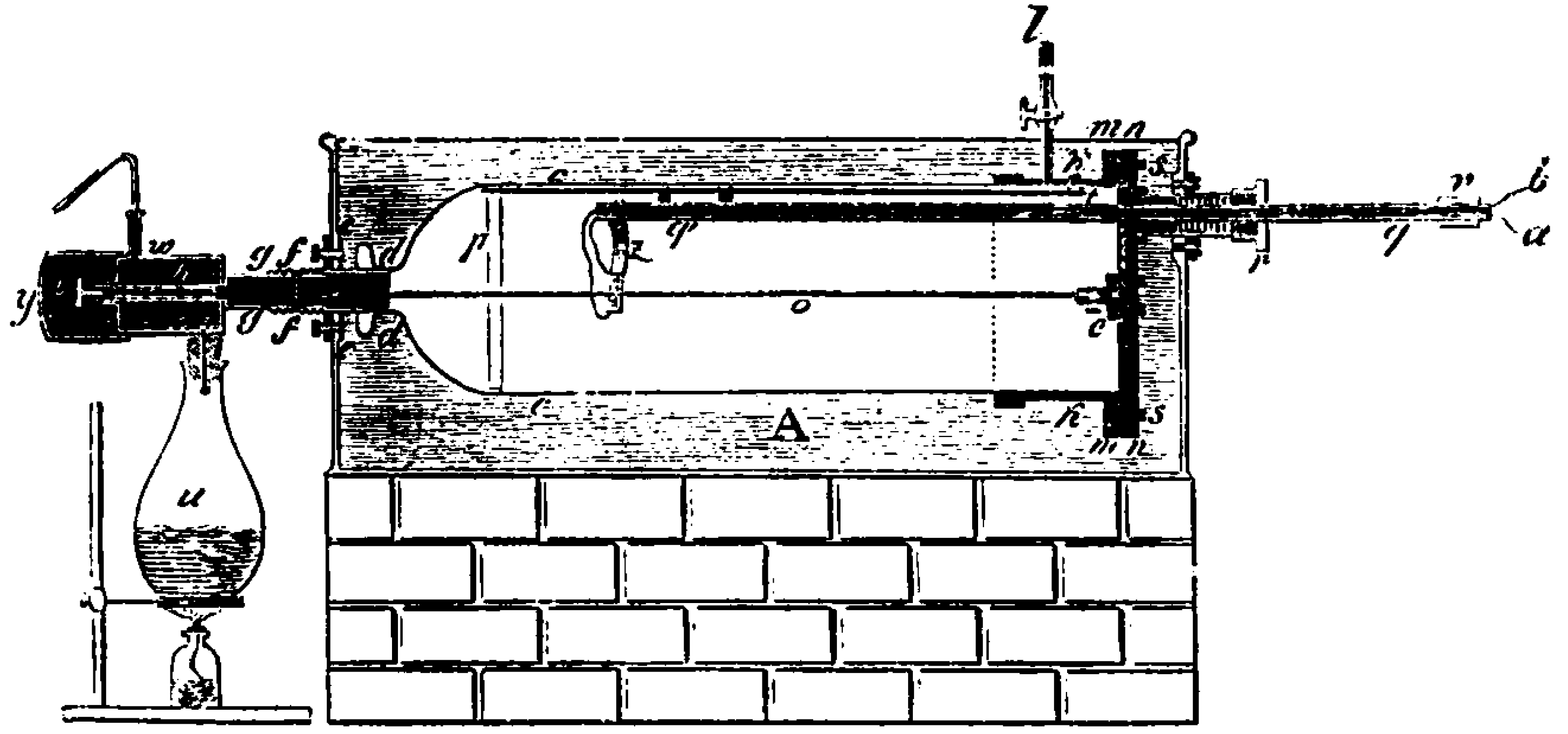
Szkic aparatu doświadczalnego, który posłużył do postulowania prawa Wiedemanna-Franza, z ich publikacji z 1853 roku

Prawo Wiedemanna-Franza – postulowane w 1853 roku przez Gustawa Wiedemanna i Rudolpha Franza, zakwestionowane doświadczalnie w 2011 prawo fizyczne, które stanowi, że stosunek przewodnictwa cieplnego i przewodnictwa elektrycznego w dowolnym metalu jest wprost proporcjonalny do temperatury.
Prawo to można wyrazić wzorem:
{\displaystyle {\frac {K}{\sigma }}=LT}
Gdzie:
- K – przewodnictwo cieplne;
- σ – przewodnictwo elektryczne;
- T – temperatura wyrażona w kelwinach;
- L – stała Lorentza, wyrażona wzorem:

{\displaystyle L={\frac {K}{\sigma T}}={\frac {\pi ^{2}}{3}}\left({\frac {k_{B}}{e}}\right)^{2}=2.44\times 10^{-8}\,\mathrm {W\,\Omega \,K^{-2}} }
Prawo to postulowali Wiedemann i Franz, którzy wspierając się swoimi wynikami doświadczalnymi ogłosili w 1853, że stosunek K/σ jest taki sam dla różnych metali przy stałej temperaturze.
Zależność od temperatury została odkryta w 1872 przez Ludwika Lorenza.
Prawo Wiedemanna-Franza miało wynikać stąd, że transport ładunków elektrycznych oraz ciepła jest powodowany przez istnienie wolnych elektronów w strukturze metalu. Wraz ze wzrostem temperatury następuje wzrost prędkości ruchu wolnych elektronów, co powoduje wzrost przewodnictwa cieplnego i jednocześnie spadek przewodnictwa elektrycznego.

## Zakwestionowanie prawa Wiedemanna-Franza
Prawo było uznawane za poprawne przez ponad 150 lat, podczas których wielokrotnie doświadczalnie stwierdzano, że dla różnych metali stosunek K/σ jest taki sam przy danej temperaturze, z odchyleniami nie sięgającymi 50%. W 1996 roku amerykańscy fizycy C. L. Kane i Matthew Fisher obliczyli, że w przypadku układów przestrzennych z elektronami ograniczonymi do pojedynczego łańcucha (do jednego wymiaru; długości) atomów metalu, prawo może zostać znacząco naruszone. Według tych przewidywań, naukowcy z University of Bristol z grupy Nigela E. Husseya wykazali doświadczalnie istotne odstępstwa od tego prawa.